# Youssef Aït Bennasser
Youssef Aït Bennasser (Toul, 7 luglio 1996) è un calciatore marocchino con cittadinanza francese, centrocampista del Samsunspor e della nazionale marocchina.

## Carriera

### Club
Cresciuto calcisticamente nel Nancy, dopo aver giocato sia per la formazione giovanile che per quella riserve, ha esordito con la prima squadra il 3 agosto 2015 contro il Tours, nell'incontro di Ligue 2 terminato per 0-0. Il 28 novembre 2015 segna la sua prima rete da professionista nella partita vintata per 3-1 contro il Le Havre. Al termine della stagione la squadra si aggiudica il campionato di Ligue 2 e di conseguenza la promozione.
Nell'estate del 2016 viene acquistato dal Monaco, firmando un contratto di 5 anni, ma viene lasciato in prestito al Nancy, che si appresta ad una stagione da neopromossa in Ligue 1: Bennasser mette insieme 26 presenze e 3 reti nella sua prima stagione nel massimo campionato francese, che la squadra termina peò al 19º posto, retrocedendo dopo un solo anno.
Il 18 agosto 2017 il Monaco lo cede nuovamente in prestito, al Caen, militante in Ligue 1. In quella stagione totalizza 29 presenze tra tutte le competizioni, con la squadra che conquista la salvezza grazie al 16º posto in campionato e arriva fino alle semifinali di Coppa di Francia, venendo però eliminata dal Paris Saint-Germain.
La stagione successiva è al Monaco, facendo il proprio esordio con la nuova casacca il 2 settembre 2018, a più di due anni dall'acquisto del suo cartellino, nella partita di Ligue 1 contro l'Olympique Marsiglia. Il 24 ottobre effettua anche il suo esordio nelle competizioni continentali, nel pareggio per 1-1 del Monaco contro il Club Bruges alla terza giornata della fase a gironi di Champions League. Dopo aver giocato 18 partite per il Monaco in quella stagione, il 31 gennaio 2019 viene ceduto in prestito al Saint-Étienne.
Terminata la stagione torna nuovamente al Monaco ma viene ceduto in prestito con diritto di riscatto al Bordeaux per l'annata 2019-2020. Aveva messo insieme 16 presenze tra Ligue 1, Coppa di Francia e Coupe de la Ligue prima che la pandemia di COVID-19 interrompesse le competizioni calcistiche francesi. Il Bordeaux decide di non riscattare Bennasser al termine del prestito e a fine stagione ritorna quindi al Monaco.

### Nazionale
Ha esordito in Nazionale nel 2016, in un'amichevole contro l'Albania, subentrado al 72 a Fayçal Fajr.  Viene successivamente convocato per la Coppa d'Africa 2017, nella quale giocherà solamente la partita del girone contro il Togo, vinta per 3-1. La nazionale terminerà la competizione con la sconfitta ai quarti di finale contro l'Egitto. Nel 2018 viene convocato per i mondiali in Russia (competizione a cui la nazionale marocchina mancava da 20 anni ma non giocherà nessuna partita nella competizione. Nel 2019 viene convocato nuovamente per la Coppa d'Africa, nella quale giocherà la prima e la terza partita del girone, contro Namibia e Sudafrica, e vedrà dalla panchina la sconfitta contro il Benin ai quarti di finale.

## Statistiche

### Cronologia presenze e reti in nazionale
| Cronologia completa delle presenze e delle reti in nazionale ― Marocco | Cronologia completa delle presenze e delle reti in nazionale ― Marocco | Cronologia completa delle presenze e delle reti in nazionale ― Marocco | Cronologia completa delle presenze e delle reti in nazionale ― Marocco | Cronologia completa delle presenze e delle reti in nazionale ― Marocco | Cronologia completa delle presenze e delle reti in nazionale ― Marocco | Cronologia completa delle presenze e delle reti in nazionale ― Marocco | Cronologia completa delle presenze e delle reti in nazionale ― Marocco |
| Data                                                                   | Città                                                                  | In casa                                                                | Risultato                                                              | Ospiti                                                                 | Competizione                                                           | Reti                                                                   | Note                                                                   |
| ---------------------------------------------------------------------- | ---------------------------------------------------------------------- | ---------------------------------------------------------------------- | ---------------------------------------------------------------------- | ---------------------------------------------------------------------- | ---------------------------------------------------------------------- | ---------------------------------------------------------------------- | ---------------------------------------------------------------------- |
| 31-8-2016                                                              | Scutari                                                                | Albania                                                                | 0 – 0                                                                  | Marocco                                                                | Amichevole                                                             | -                                                                      | 72’                                                                    |
| 4-9-2016                                                               | Rabat                                                                  | Marocco                                                                | 2 – 0                                                                  | São Tomé e Príncipe                                                    | Qual. Coppa d'Africa 2017                                              | -                                                                      |                                                                        |
| 8-10-2016                                                              | Franceville                                                            | Gabon                                                                  | 0 – 0                                                                  | Marocco                                                                | Qual. Mondiali 2018                                                    | -                                                                      |                                                                        |
| 11-10-2016                                                             | Marrakech                                                              | Marocco                                                                | 4 – 0                                                                  | Canada                                                                 | Amichevole                                                             | -                                                                      |                                                                        |
| 15-11-2016                                                             | Marrakech                                                              | Marocco                                                                | 2 – 1                                                                  | Togo                                                                   | Amichevole                                                             | -                                                                      |                                                                        |
| 9-1-2017                                                               | al-Ayn                                                                 | Marocco                                                                | 0 – 1                                                                  | Finlandia                                                              | Amichevole                                                             | -                                                                      | 46’                                                                    |
| 20-1-2017                                                              | Oyem                                                                   | Marocco                                                                | 3 – 1                                                                  | Togo                                                                   | Coppa d'Africa 2017 - 1º turno                                         | -                                                                      | 81’                                                                    |
| 31-5-2017                                                              | Marrakech                                                              | Marocco                                                                | 1 – 2                                                                  | Paesi Bassi                                                            | Amichevole                                                             | -                                                                      | 64’                                                                    |
| 10-6-2017                                                              | Yaoundé                                                                | Camerun                                                                | 1 – 0                                                                  | Marocco                                                                | Qual. Coppa d'Africa 2019                                              | -                                                                      | 70’                                                                    |
| 5-9-2017                                                               | Bamako                                                                 | Mali                                                                   | 0 – 0                                                                  | Marocco                                                                | Qual. Mondiali 2018                                                    | -                                                                      | 65’                                                                    |
| 10-10-2017                                                             | Bienne                                                                 | Corea del Sud                                                          | 1 – 3                                                                  | Marocco                                                                | Amichevole                                                             | -                                                                      | 46’                                                                    |
| 31-5-2018                                                              | Ginevra                                                                | Marocco                                                                | 0 – 0                                                                  | Ucraina                                                                | Amichevole                                                             | -                                                                      | 72’                                                                    |
| 4-6-2018                                                               | Ginevra                                                                | Slovacchia                                                             | 1 – 2                                                                  | Marocco                                                                | Amichevole                                                             | -                                                                      | 83’                                                                    |
| 9-6-2018                                                               | Tallinn                                                                | Estonia                                                                | 1 – 3                                                                  | Marocco                                                                | Amichevole                                                             | -                                                                      | 63’                                                                    |
| 8-9-2018                                                               | Casablanca                                                             | Marocco                                                                | 3 – 0                                                                  | Malawi                                                                 | Qual. Coppa d'Africa 2019                                              | -                                                                      | 84’                                                                    |
| 16-11-2018                                                             | Casablanca                                                             | Marocco                                                                | 2 – 0                                                                  | Camerun                                                                | Qual. Coppa d'Africa 2019                                              | -                                                                      | 90’                                                                    |
| 20-11-2018                                                             | Radès                                                                  | Tunisia                                                                | 0 – 1                                                                  | Marocco                                                                | Amichevole                                                             | -                                                                      |                                                                        |
| 22-3-2019                                                              | Blantyre                                                               | Malawi                                                                 | 0 – 0                                                                  | Marocco                                                                | Qual. Coppa d'Africa 2019                                              | -                                                                      |                                                                        |
| 26-3-2019                                                              | Tangeri                                                                | Marocco                                                                | 0 – 1                                                                  | Argentina                                                              | Amichevole                                                             | -                                                                      | 61’                                                                    |
| 12-6-2019                                                              | Marrakech                                                              | Marocco                                                                | 0 – 1                                                                  | Gambia                                                                 | Amichevole                                                             | -                                                                      | 46’                                                                    |
| 16-6-2019                                                              | Marrakech                                                              | Marocco                                                                | 2 – 3                                                                  | Zambia                                                                 | Amichevole                                                             | -                                                                      | 46’                                                                    |
| 23-6-2019                                                              | Il Cairo                                                               | Marocco                                                                | 1 – 0                                                                  | Namibia                                                                | Coppa d'Africa 2019 - 1º turno                                         | -                                                                      | 70’                                                                    |
| 1-7-2019                                                               | Il Cairo                                                               | Sudafrica                                                              | 0 – 1                                                                  | Marocco                                                                | Coppa d'Africa 2019 - 1º turno                                         | -                                                                      | 55’                                                                    |
| 6-9-2019                                                               | Marrakech                                                              | Marocco                                                                | 1 – 1                                                                  | Burkina Faso                                                           | Amichevole                                                             | -                                                                      | 80’                                                                    |
| Totale                                                                 |                                                                        | Presenze                                                               | 24                                                                     |                                                                        | Reti                                                                   | 0                                                                      |                                                                        |

## Palmarès

### Club

#### Competizioni nazionali
- Ligue 2: 1

Nancy: 2015-2016
- TFF 1. Lig: 1

Samsunspor: 2022-2023